# 陶井明器
陶井明器是其中一種漢代流行的明器。

## 背景資料
漢代盛行著「以生事死」的觀念，如王充《論衡．譏日篇》言：「推生事死，推人事鬼。見生人有飲食，死為鬼當能復飲食，感物思親，故祭祀也。」由於漢人相信人死後的生活會與在生時一樣，為了讓死者死後的生活能過得好一點，漸漸出現了模仿人生前所用的日常用品而製作的明器。所謂明器，是指「冥中所用之器也」。明器只供喪葬，不能實用，故又有「人器實，鬼器虛」之言。至於明器的種類繁多，主要可分為建築物、交通工具、人型或動物型的公仔、日常用品和有特別意義的擺設。

## 何謂陶井
至於陶井方面，西漢前期的陶井形制較簡單，井身為圓筒形；而西漢晚期的陶井井身逐漸變矮。及至東漢，出現了有模制井架及模印滑輪的陶井明器，可見陶井明器的結構日漸複雜。

## 相關資料連結
- 居室明器
- 廁所明器
- 糧倉明器
- 陶灶明器